# Auguste Boost
August Gerard Marie Boost (Auguste of 'Guust') Boost (1900–1985) was voor de Tweede Wereldoorlog kapitein der Genie en maakte bekendheid met het ontwerp van de zogenaamde Boostkazernes. Na de oorlog was hij directeur Wegen en Verkeer van de ANWB, in welke hoedanigheid hij zich sterk maakte voor een goed uitgebouwd wegennetwerk en de verkeersveiligheid.

## Levensloop
Boost en zijn jongere broers waren, gestimuleerd door hun vader, van jongs af aan tekenaars. Zijn jongere broers Charles en Wim (WiBo) werden later bekend als politiek tekenaars voor onder andere De Tijd en De Volkskrant.

### Kapitein der genie
Guust wilde architect worden, maar omdat studeren te duur was besloot hij een carrière als beroepsofficier bij de genie te beginnen. Op de KMA lieten ze hem in 1918 niet toe, maar een jaar later mocht hij  naar het Kasteel van Breda en in 1922 was hij officier der Genie.
Zijn eerste opdracht kwam in 1929 in de vorm van het ontwerp van een nieuwe marechausseekazerne in Zwolle. Naar eigen zeggen heeft hij er een torentje op weten te zetten dat alleen maar uit esthetische overwegingen door hemzelf was ingevoegd. Het bleek een aanwinst voor de stad en het gebouw is thans een rijksmonument.
Toen de spanningen tussen verschillende mogendheden in de jaren 1930 opliepen besloop binnen de Nederlandse regering de angst voor een invasie en werden er diverse maatregelen genomen de Nederlandse krijgsmachten te moderniseren en uit te breiden. De capaciteit van het leger diende daarbij drie keer zo groot te worden en er was derhalve de noodzaak voor de bouw van een reeks kazernes, voornamelijk langs de landsgrenzen. Boost had geen officiële opleiding tot architect gehad, maar had met de marechausseekazerne in Zwolle (1929) al bewezen voortvarend te kunnen werken. Daarom kreeg hij in 1937 als kapitein der genie de opdracht om een standaardkazerne te ontwikkelen voor de infanterie in twee varianten. Die kazernes moesten in zeer korte tijd ontworpen en gerealiseerd worden vanwege de groeiende oorlogsdreiging.

### Oorlogsjaren
Toen de oorlog uitgebroken was, maakte de Duitse bezetter dankbaar gebruik van de moderne voorzieningen.
Boost zelf ging in 1941 aan de slag als hoofd Wegen en Verkeer bij de ANWB. Maar in 1942 moest hij zich als oud-officier melden en werd hij met duizenden lotgenoten als krijgsgevangene afgevoerd naar Duitsland. In de drie jaar Duitse krijgsgevangenschap ging hij weer tekenen, inclusief portretten van collega’s en stillevens en muurschilderingen in de kapel van het kamp Stanislau. Hiervan zijn door de kampcommandant foto’s maakt, voordat ze werden vernietigd.

### Na de oorlog
Na de oorlog was Boost weer directeur Wegen en Verkeer van de ANWB, in welke hoedanigheid hij de  naoorlogse wegwijzerpaddenstoel met verticale zijvlakken ontwikkelde. Dit ontwerp bleek uiteindelijk minder prettig afleesbaar dan zijn voorganger en het verwisselen van de platen bleek tijdrovend.
Boost ging op zijn 65e met pensioen.

## Erfenis
De kazernes van Boost gingen decennialang mee en werden gewaardeerd om hun functionaliteit en degelijkheid. In de jaren 1990 stootte Defensie de meeste kazernes af werden ze herontwikkeld tot civiele functies. De karakteristieke gebouwen lenen zich goed voor hergebruik als bijzondere kantoren of woningen. Een aantal van zijn werken is thans rijksmonument.